# Carhenge

Carhenge

Carhenge – replika angielskiego Stonehenge znajdująca się w pobliżu miasteczka Alliance w Nebrasce na High Plains (USA). Wykonana jest z amerykańskich samochodów pomalowanych sprayem na szaro. Została skonstruowana przez Jima Reindersa w 1987.
Składa się z 38 pojazdów ułożonych w okrąg o średnicy 29 metrów.
Carhenge wzięło udział w reklamie Nissana w 2006 roku.